# Xiao Baojuan
Xiao Baojuan (蕭寶卷) (483-501) was keizer van China van de Zuidelijke Qi-dynastie van 499 tot 501.

## Biografie
Xiao Baojuan was de tweede zoon van keizer Qi Mingdi, zijn oudere broer was gehandicapt. Toen zijn vader stierf eind 498 was Baojuan amper vijftien jaar en helemaal niet klaar voor het ambt van keizer. Hij had een hekel aan studeren en hield zich bezig met spelletjes, hij was introvert en praatte niet graag. Zijn vader Mingdi had zo wat gans de familie uitgemoord en dat had tot gevolg dat Baojuan paranoïde werd en zich constant bedreigd voelde. Nadat hij systematisch zijn entourage elimineerde, greep generaal Xiao Yan in. Xiao Yan liet Xiao Baojuan executeren, zette zijn jongere broer  Xiao Baorong tijdelijk op de troon en kroonde zichzelf in 502 tot keizer.
Dit betekende het einde van Zuidelijke Qi-dynastie en het begin van de Liang-dynastie.